# Silverkulan

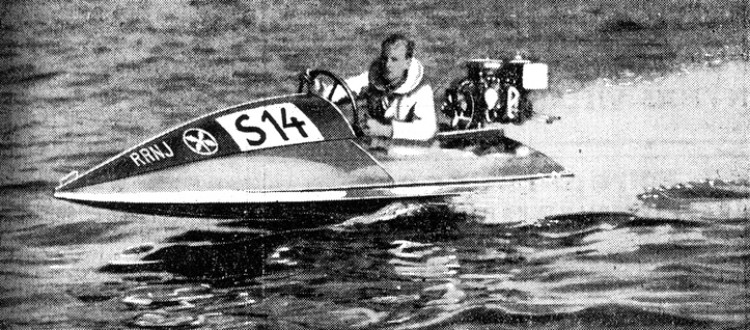
Kurt Oldenburg och Silverkulan under en tävling i Saltsjöbaden.

Silverkulan (officiellt Silverkulan RRNJ) kallades en racerbåt som tillverkades 1934 av Lidingövarvet på initiativ av Fagersta Bruk.

## Historik

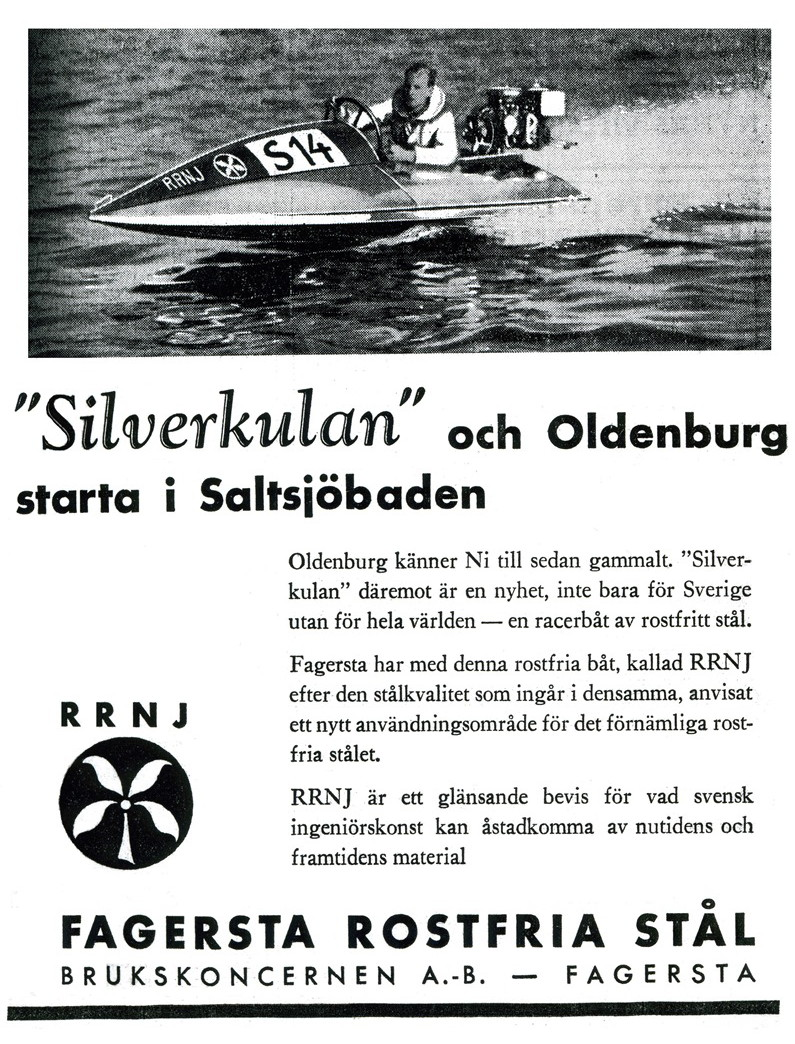
Fagersta Bruks reklamblad.

Som en del i sin marknadsföring av tunn rostfri plåt lät Fagersta Bruk 1934 bygga en snabbgående racerbåt med skrov av 0,8 millimeter tjock rostfri plåt, vilket var en världsnyhet. Konstruktionsuppdraget gick till Ruben Östlund som 1928 även ritat Ivar Kreugers legendariska motorbåt M/Y Svalan. Liksom Svalan byggdes Silverkulan på Lidingövarvet i Lidingö. Den silverblanka båten döptes till Silverkulan Tillägget RRNJ angav stålkvaliteten som den rostfria plåten bestod av.
Silverkulan var en så kallad stegbåt som hade plan botten med ett "hack", som gjorde att båten vid hög fart reste sig och endast hade två mindre kontaktytor med vattnet. Båten var 3,53 meter lång och 1,34 meter bred. I en första version svetsades plåtarna och motorn hade 500 cm³, vilket gav dåliga tävlingsresultat. I nästa variant skruvades plåtarna och båten utrustades med en starkare 1 000 cm³ Evinrude Racing 460 motor på 45 hk. Med föraren Kurt Oldenburg och Evinrude var Silverkulan en segerrik kombination. Vid sin första tävling på Djurgårdsbrunnsviken 1935 visade båten vad den gick för. Den vann i sin klass och var med över 50 knop en av de snabbaste båtarna i Sverige vid den tiden.
Silverkulan deltog under åren 1935–1936 i många stortävlingar, bland annat i Mälaren runt och Oslofjorden runt. Mälaren runt kördes mellan 1930 och 1939 och var världens längsta med 148 sjömil, alltså längre än dagens Roslagsloppet. Starten gick i Stockholm och man körde sedan via Västerås, Mälarbaden, Strängnäs, Södertälje och tillbaka till huvudstaden. Oslofjorden runt arrangerades 1935 till 1939 av Oslo Motorbåtforening. Det var en hastighetstävling på 59,6 sjömil som gick runt Bundefjorden och inre Oslofjorden med vändpunkt vid Håöns sydspets. Kurt Oldenburgs placering i något av dessa lopp är inte känt. Enligt sponsorn, Fagersta Bruk, var båten dock "framgångsrik" och man tog "topplaceringar".
Med tiden föll Silverkulan i glömska, men återupptäcktes i slutet av 1990-talet på Boghammar Marin på Lidingö. Den låg i ett förråd och ingen visste hur den hade hamnat där. Fagersta bruksmuseum var intresserat av båten för sin utställning och fick den år 2000 av Boghammar Marin som gåva.

## Historiska bilder

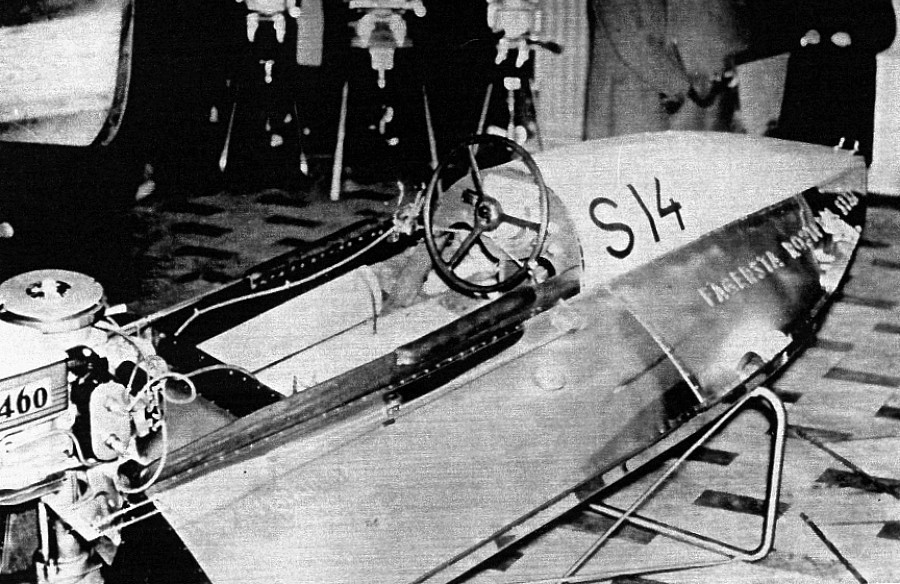
Silverkulan på en utställning i Stockholm under tävlingsåren
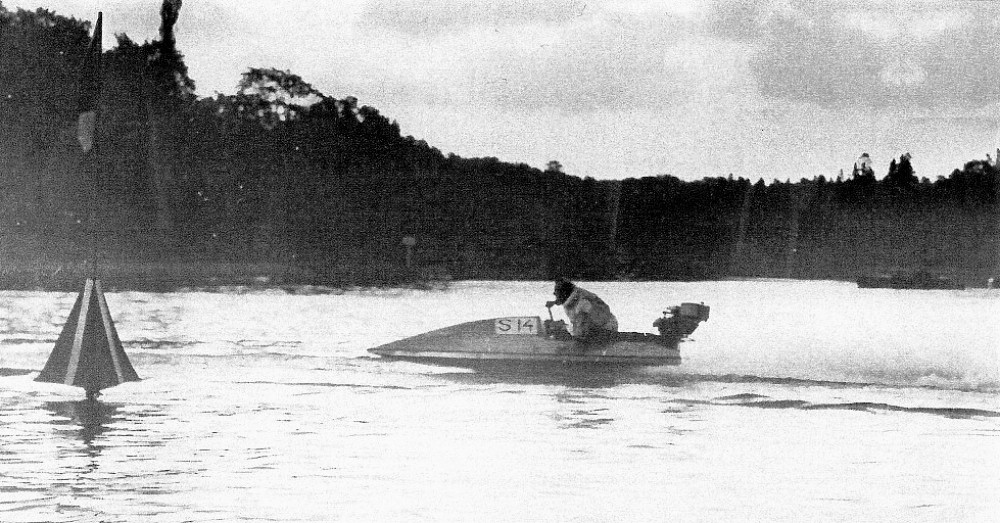
Kurt Oldenburg med Silverkulan i full fart under en tävling.
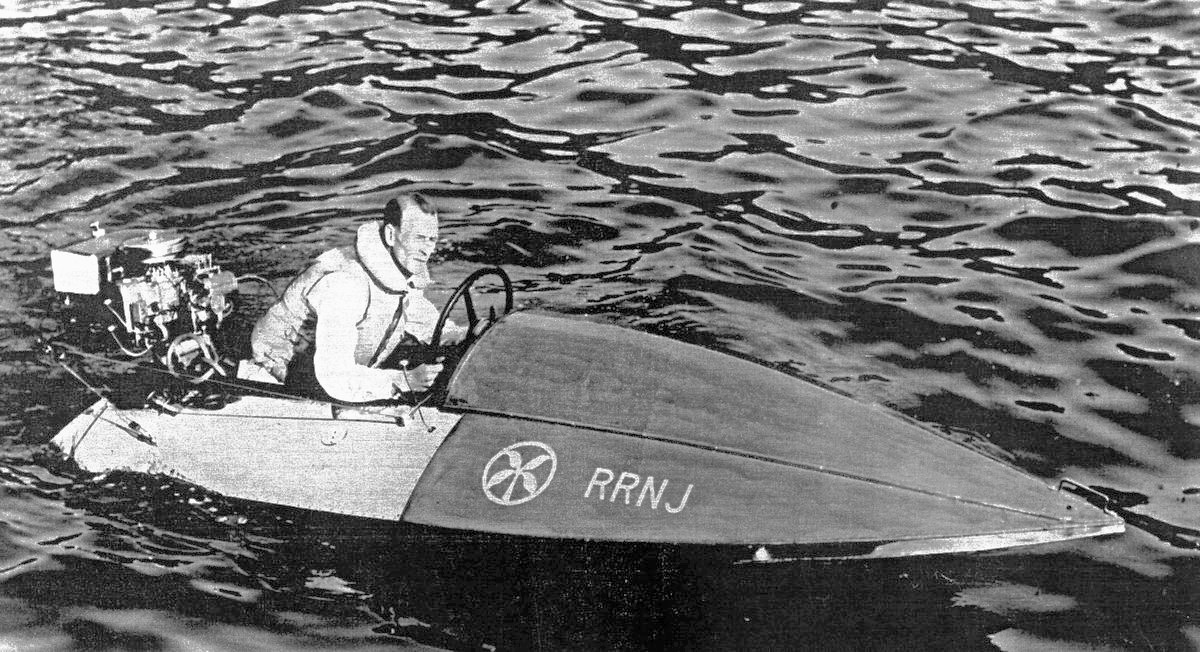
Kurt Oldenburg och Silverkulan (version II)